# کرت پینکال
کرت پینکال (انگلیسی: Kurt Pinkall؛ زادهٔ ۲۵ ژوئن ۱۹۵۵) بازیکن فوتبال اهل آلمان است.
از باشگاه‌هایی که در آن بازی کرده‌است می‌توان به باشگاه فوتبال بوخوم و باشگاه فوتبال بروسیا مونشن‌گلادباخ اشاره کرد.
وی همچنین در تیم ملی فوتبال West Germany B بازی کرده‌است.